# Chorkówka (gemeente)
De gemeente Chorkówka is een landgemeente in het Poolse woiwodschap Subkarpaten, in powiat Krośnieński.
De zetel van de gemeente is in Chorkówka.
Op 30 juni 2004 telde de gemeente 13 087 inwoners.
De gemeente Chorkówka bestaat uit 14 plaatsen: Bóbrka, Chorkówka, Draganowa, Faliszówka, Kobylany, Kopytowa, Leśniówka, Machnówka, Poraj, Sulistrowa, Szczepańcowa, Świerzowa Polska, Zręcin, Żeglce.

## Oppervlakte gegevens
In 2002 bedroeg de totale oppervlakte van gemeente Chorkówka 77,62 km², waarvan:
- agrarisch gebied: 72%
- bossen: 18%

De gemeente beslaat 8,4% van de totale oppervlakte van de powiat.

## Demografie
Stand op 30 juni 2004:
| Omschrijving                   | Totaal | Totaal | Vrouwen | Vrouwen | Mannen | Mannen |
| ------------------------------ | ------ | ------ | ------- | ------- | ------ | ------ |
| eenheid                        | aantal | %      | aantal  | %       | aantal | %      |
| inwoners                       | 13 087 | 100    | 6735    | 51,5    | 6352   | 48,5   |
| bevolkingsdichtheid (inw./km²) | 168,6  | 168,6  | 86,8    | 86,8    | 81,8   | 81,8   |

In 2002 bedroeg het gemiddelde inkomen per inwoner 1214,63 zł.

## Aangrenzende gemeenten
Dukla, Jedlicze, Krosno, Miejsce Piastówe, Nowy Żmigród, Tarnówiec